# CSSZ11
A CSSZ11 egy Bo' Bo' tengelyelrendezésű, 1,5 kV egyenáramú, keskeny nyomtávú villamosmozdony-sorozat. A Škoda által gyártott 17E jelzésű ipari villamos mozdonyon alapul. 1966-ban összesen 12 db készült a csehszlovákiai (ma szlovákiai) Máriatölgyesen működő Gépgyártó és Fémipari Műveknél (SMZ – Strojárské a metalurgické závody). Hegyi pályán történő alkalmazásra tervezték. 12 darabot készítettek belőle, közülük 10 darabot a grúziai Bordzsomi–Bakuriani keskeny nyomtávolságú vonalon állítottak üzembe.